# Forêts du sud des Rocheuses centrales
Localisation
L'écorégion appelée par le WWF forêts du sud des Rocheuses centrales est une région montagneuse au centre de l'Amérique du Nord. Cette écorégion, composée essentiellement d'une forêt de conifères, occupe 159 300 km2 et se compose d'une partie des montagnes Rocheuses.
La zone est centrée sur la zone du parc national de Yellowstone et s'étend vers les zones montagneuses proches comme celle du parc national de Grand Teton. Elle s'étend ainsi sur l'ouest du Wyoming, l'est de l'Idaho et jusqu'au centre du Montana.
La zone se caractérise par de forts dénivelés entre les montagnes et les plaines environnantes. Le milieu naturel varie donc fortement en fonction de l'altitude. La zone est essentiellement couverte de forêts de conifères comme le Sapin de Douglas, l'épicéa d'Engelmann, le sapin subalpin. En altitude, le pin blanc d'Amérique est très présent.
La zone possède également plusieurs zones ripariennes, des prairies herbeuses, des zones alpines. Dans le parc de Yellowstone, les spécificités géothermiques donnent vie à des microorganismes tout à fait particuliers. La faune est très riche avec par exemple des bisons et des grizzlis.
Le climat se caractérise par de longs hivers rudes et de courts étés. Les hauteurs subissent plus de précipitations, souvent sous forme de neige.